# Batalha de Minden

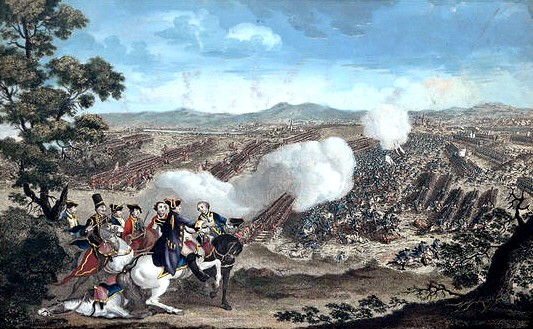
A Batalha de Minden, pintor desconhecido

A Batalha de Minden foi um grande confronto durante a Guerra dos Sete Anos, travada em 1º de agosto de 1759. Um exército anglo-alemão sob o comando geral do marechal de campo prussiano Fernando de Brunsvique derrotou um exército francês comandado pelo marechal da França, marquês de Contades. Dois anos antes, os franceses haviam lançado uma invasão bem-sucedida de Hanôver e tentado impor um tratado de paz impopular às nações aliadas da Grã-Bretanha, Hanôver e Prússia. Depois de uma vitória prussiana em Rossbach, e sob pressão de Frederico, o Grande e Guilherme Pitt, o rei Jorge II rejeitou o tratado. Em 1758, os aliados lançaram uma contra-ofensiva contra as forças francesas e saxônicas e as expulsaram de volta através do Reno.
Depois que os aliados não conseguiram derrotar os franceses antes que os reforços aumentassem seu exército em retirada, os franceses lançaram uma nova ofensiva, capturando a fortaleza de Minden em 10 de julho. Acreditando que as forças de Fernando estavam sobrecarregadas, Contades abandonou suas posições fortes ao redor do Weser e avançou para enfrentar as forças aliadas em batalha. A ação decisiva da batalha veio quando seis regimentos de infantaria britânica e dois de infantaria hanoveriana, em formação de linha, repeliram repetidos ataques da cavalaria francesa, contrariando todos os temores de que os regimentos seriam quebrados. A linha aliada avançou na sequência do ataque fracassado da cavalaria, enviando o exército francês cambaleando do campo, encerrando todos os desígnios franceses sobre Hanôver pelo resto do ano.
Na Grã-Bretanha, a vitória é celebrada como uma contribuição para o Annus Mirabilis de 1759.

## Antecedentes
Os estados ocidentais de língua alemã da Europa foram um importante teatro da Guerra dos Sete Anos desde 1757, quando os franceses lançaram uma invasão de Hanôver. Isso culminou em uma vitória significativa para os franceses na Batalha de Hastenbeck e na tentativa de imposição da Convenção de Klosterzeven aos aliados derrotados: Hanover, Prússia e Grã-Bretanha.  A Prússia e a Grã-Bretanha se recusaram a ratificar a convenção e, em 1758, uma contra-ofensiva comandada por Fernando viu as forças francesas primeiro serem expulsas pelo Reno e depois derrotadas na Batalha de Krefeld. O porto prussiano de Emden também foi recapturado, garantindo o abastecimento da Grã-Bretanha. Na verdade, o governo britânico, que anteriormente se opunha a qualquer envolvimento direto no continente, aproveitou a oportunidade das férias de inverno de 1758-59 para enviar nove mil soldados britânicos para reforçar Fernando.  A coroa francesa também enviou um exército de reforço, sob o comando de Contades, na esperança de que isso ajudasse a garantir uma vitória decisiva, concluindo rapidamente a guerra custosa e forçando os Aliados a aceitar os termos de paz que a França buscava.
Em uma tentativa de derrotar os franceses antes que seus reforços chegassem, Fernando decidiu lançar uma nova contra-ofensiva e deixou seus quartéis de inverno mais cedo. Em abril, no entanto, Victor-François, o duque de Broglie e os franceses resistiram ao ataque de Fernando na Batalha de Bergen, e de Broglie foi promovido a marechal da França. Fernando foi forçado a recuar para o norte diante do exército francês agora reforçado. Contades, o mais velho dos dois marechais franceses, retomou o avanço, ocupando várias vilas e cidades, incluindo a fortaleza estratégica de Minden, que caiu nas mãos dos franceses em 10 de julho.  Fernando foi criticado por não ter conseguido controlar a ofensiva francesa. Seu célebre cunhado, Frederico, o Grande, teria sugerido que, desde sua derrota em Bergen, Fernando passou a acreditar que os franceses eram invencíveis.  Independentemente de qualquer suposta crise de confiança, no entanto, Fernando acabou decidindo enfrentar os franceses, perto de Minden.
Contades assumiu uma forte posição defensiva ao longo do Weser em torno de Minden, onde fez uma pausa para se reagrupar antes de continuar seu avanço. Ele inicialmente resistiu à oportunidade de abandonar essa posição forte para atacar Fernando. Em vez disso, Fernando formulou um plano que envolvia dividir sua força em vários grupos para ameaçar as linhas de abastecimento de Contades. Percebendo que as forças de Fernando estavam sobrecarregadas, Contades pensou que via uma chance para a desejada vitória decisiva. Ele ordenou que seus homens abandonassem seus acampamentos defensivos e avançassem para posições na planície a oeste de Minden durante a noite de 31 de julho e o início da manhã de 1º de agosto.

## Topografia

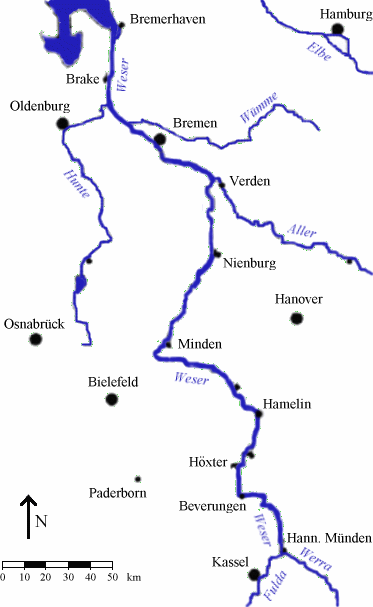
O rio Weser

A cidade de Minden fica na confluência do Weser e do Bastau, um riacho afluente pantanoso vindo do oeste. A Batalha de Minden ocorreu na planície em frente à cidade e suas fortificações a noroeste, com o Weser e Bastau atrás da cidade a leste e sul, respectivamente.
Em 31 de julho, as tropas francesas sob o comando direto de Contades tinham suas posições a oeste do Weser e ao sul do Bastau, cruzando para o norte mais de cinco pontões durante a noite e a madrugada de 1º de agosto. Os franceses sob o comando do marechal júnior De Broglie estavam estacionados montados no Weser. Alguns estavam ocupando Minden em 31 de julho, enquanto o restante, estacionado a leste do Weser, cruzou para se juntar a eles durante a noite.

## Batalha

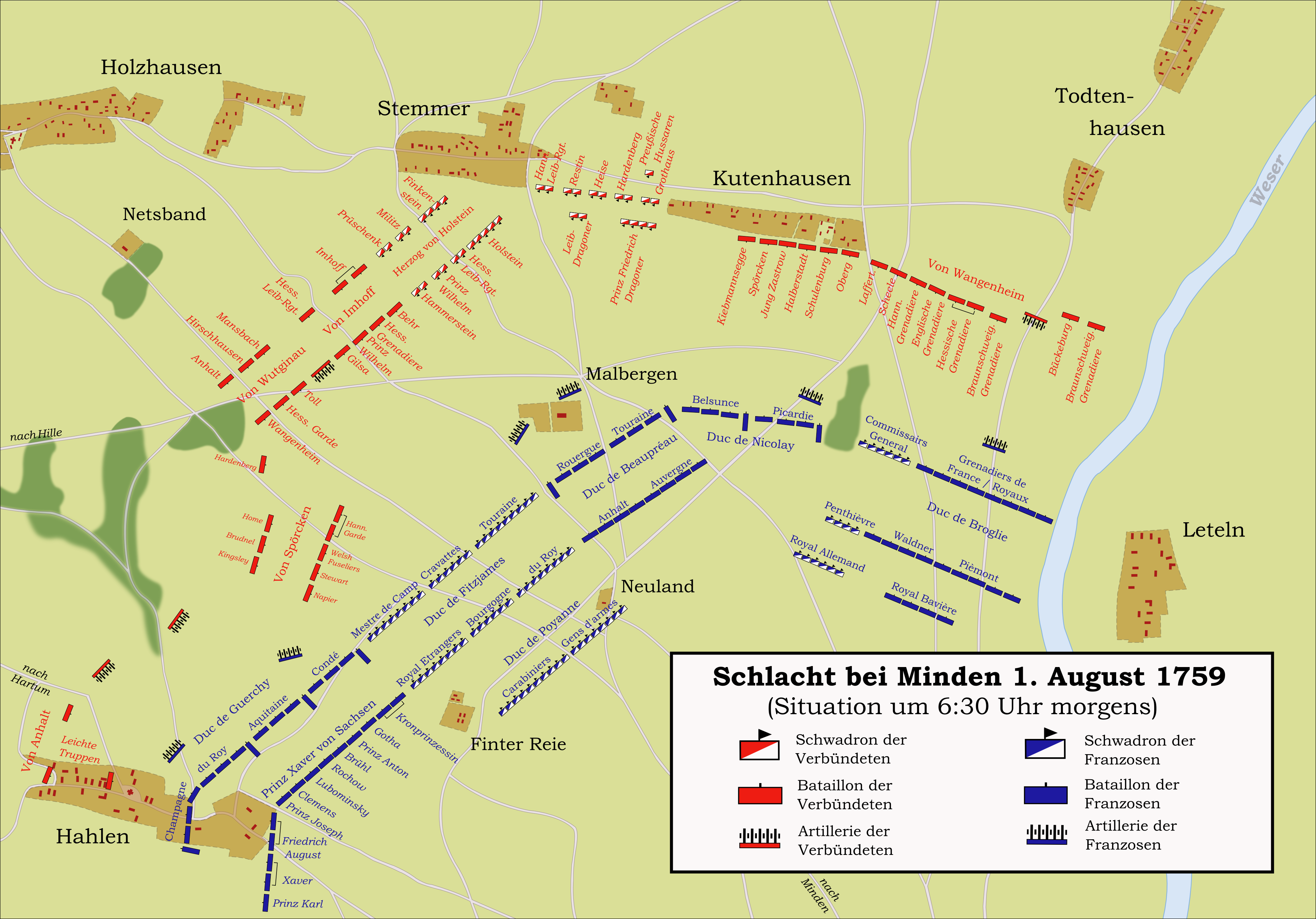
Um mapa da batalha.

Em uma exceção à norma para a época, Contades colocou sua artilharia no centro protegida apenas pela cavalaria, com sua infantaria em cada flanco. A batalha começou no flanco direito francês, onde o marechal de Broglie, que comandava a reserva, iniciou um duelo de artilharia contra a esquerda aliada.
A ação decisiva da batalha ocorreu no centro, notoriamente devido a um mal-entendido de ordens. A divisão de Friedrich von Spörcken, composta pela infantaria do contingente britânico do exército aliado (duas brigadas sob o comando de Earl Waldegrave e William Kingsley) e apoiada pela Guarda Hanoveriana, avançou para atacar a cavalaria francesa. É relatado que eles receberam ordens de "avançar [para cima] na batida dos tambores" (ou seja, avançar quando os tambores de sinal começarem a bater), entendendo isso erroneamente como "avançar para a batida dos tambores" (ou seja, avançar imediatamente enquanto batem tambores). Como a cavalaria francesa ainda estava em suas fileiras e o famoso 'quadrado oco' ainda não havia sido desenvolvido, todos presumiram que os seis principais regimentos britânicos estavam condenados. Apesar de estarem sob constante fogo de artilharia, os seis regimentos (logo apoiados por dois batalhões hanoverianos), mantendo uma disciplina feroz e fileiras fechadas, repeliram repetidas cargas de cavalaria com tiros de mosquete e infligiram sérias baixas aos franceses. Contades teria dito amargamente: "Eu vi o que nunca pensei ser possível - uma única linha de infantaria romper três linhas de cavalaria, classificadas em ordem de batalha, e derrubá-las até a ruína!".
Apoiada pela artilharia britânica e hanoveriana bem servida, toda a linha aliada acabou avançando contra o exército francês e o enviou para fugir do campo. As únicas tropas francesas capazes de montar qualquer resistência significativa foram as de Broglie, que formaram uma retaguarda de combate.

O que se segue é um relato da batalha do tenente Hugh Montgomery, do 12º Regimento de Infantaria, para sua mãe:
1 de agosto de 1759
Prezada senhora - A perseguição ao inimigo, que se retirou com a maior precipitação, me impede de lhe dar um relato tão exato da última vitória mais gloriosa sobre o exército francês como eu faria, se eu tivesse quase qualquer lazer, no entanto, aqui vai o máximo que posso.
Marchamos do acampamento entre 4 e 5 horas da manhã, cerca de sete chegamos a um vale, de lá marchamos cerca de trezentos metros, quando uma bola de dezoito libras veio rolando suavemente até nós. Agora começou a marcha mais desagradável que já tive em minha vida, pois avançamos mais de um quarto de milha através de um fogo mais furioso de uma bateria infernal de dezoito libras, que estava a princípio em nossa frente, mas à medida que avançávamos, avançava sobre nosso flanco e, finalmente, sobre nossa retaguarda. Pode-se imaginar que esse canhão tornaria os regimentos incapazes de suportar o choque de tropas ilesas posicionadas muito antes em terreno de sua própria escolha, mas a firmeza e a resolução superarão quase qualquer dificuldade. Quando chegamos a cerca de 100 metros do inimigo, um grande corpo de cavalaria francesa galopou corajosamente sobre nós; esses nossos homens, reservando seu fogo até chegarem a trinta metros, imediatamente arruinados, mas não sem receber alguns ferimentos deles, pois desceram duas companhias à direita de nosso regimento, feriram três oficiais, fizeram um deles prisioneiro com nosso tenente de artilharia e afastaram os Tumbrells. Isso lhes custou caro, pois forçou muitos deles a ficarem na retaguarda, para os quais os homens se enfrentaram e cinco deles não voltaram. Sendo assim dispensados esses visitantes, sem nos dar um momento para recuperar a desordem inevitável, caiu sobre nós como um relâmpago a glória da França nas pessoas dos Gens d'Armes. Quase imediatamente os dispersamos sem receber quase nenhuma travessura das criaturas inofensivas. Descobrimos agora um grande corpo de infantaria composto por dezessete regimentos descendo diretamente em nosso flanco em coluna, uma situação muito feia; mas o Regimento de Stewart e o nosso rodaram e mostraram-lhes uma frente, o que não se espera de tropas já atacadas duas vezes, mas isso deve ser creditado ao General Waldgravie e seu ajudante de campo. Enfrentamos esse corpo por cerca de dez minutos, matamos muitos e, como diz a música, 'o resto fugiu'.
Os próximos que apareceram foram alguns regimentos de granadeiros da França, companheiros tão finos e terríveis quanto eu já vi. Eles nos colocaram um rebocador, apesar de nós os termos afastado à distância, onde eles nos atacaram muito, eles tinham canos estriados, e nossos mosquetes não os alcançaram. Para remediar isso, avançamos, eles entenderam a dica e fugiram. Agora tínhamos esperança de que tivéssemos feito o suficiente para o trabalho de um dia e que eles não nos perturbassem mais, mas logo depois um grande corpo de infantaria fresca, o último recurso de Contades, fez a tentativa final contra nós. Com eles tivemos um combate longo, mas não muito rápido, finalmente os fez recuar quase fora de alcance, quando os três regimentos ingleses da linha de retaguarda apareceram e lhes deram um fogo, que os mandou embora para sempre e tudo. Mas o que é maravilhoso dizer, nós mesmos, depois de todo esse sucesso ao mesmo tempo, também nos aposentamos, mas na verdade não sabíamos que a vitória era nossa. No entanto, nos reunimos, mas tudo o que agora podia ser reunido eram cerca de 13 arquivos privados com nosso coronel e quatro outros oficiais, um dos quais eu tive a sorte de ser. Com esse remanescente, voltamos novamente à carga, mas para nossa alegria indescritível, nenhum oponente pôde ser encontrado. É surpreendente que esta vitória tenha sido conquistada por seis regimentos de infantaria ingleses, sem seus granadeiros, sem apoio de cavalaria ou canhão, nem mesmo seus próprios canhões de batalhão, em face de uma bateria terrível tão perto a ponto de rasgá-los com tiros de uva, contra quarenta batalhões e trinta e seis esquadrões, que é diretamente a quantidade do inimigo que caiu em sua parte.
É verdade que dois regimentos hanoverianos estavam engajados à esquerda dos ingleses, mas tão insignificantes que perderam apenas 50 homens entre eles. À esquerda do exército, os granadeiros, que agora formam um corpo separado, resistiram a um canhão furioso. Dos ingleses, apenas um capitão e um sargento foram mortos; alguns dragões prussianos foram engajados e prestaram bons serviços. Nossa artilharia, que estava estacionada em diferentes lugares, também se comportou bem, mas o grande ataque do qual dependia o destino do dia, caiu para os seis regimentos de infantaria ingleses. A partir desse relato, o príncipe pode ser acusado de má conduta por confiar a questão de um evento tão grande a um corpo tão pequeno, mas esse caso você terá explicado em breve para a desvantagem de um grande homem cuja parte fácil, se tivesse sido devidamente executada, deve ter ocasionado à França uma das maiores derrotas que já encontrou. Os sofrimentos de nosso regimento lhe darão a melhor noção da inteligência da ação. Na verdade, lutamos naquele dia não mais do que 480 soldados rasos e 27 oficiais, dos primeiros 302 foram mortos e feridos, e dos últimos 18. Três tenentes foram mortos no local, o resto está apenas ferido e todos estão em bom estado, exceto dois. Dos oficiais que escaparam, há apenas quatro que não podem mostrar algumas marcas das boas intenções do inimigo, e como talvez você esteja desejoso de conhecer quaisquer pequenos riscos que eu possa ter corrido, mencionarei aqueles de que fui sensível. No início da ação, quase fui derrubado por meus três homens da mão direita, que foram mortos e empurrados contra mim por uma bala de canhão, a mesma bola também matou dois homens perto de Ward, cujo posto ficava na retaguarda do meu pelotão, e neste lugar garanto que ele se comportou com a maior bravura, que suponho que você dará a conhecer ao pai e aos amigos dele. Algum tempo depois, recebi de uma bola gasta uma batida na clavícula como frequentemente recebo daquela arma outrora mais terrível, sua vara de cabeça torta; apenas jorrou e ficou vermelho o suficiente para convencer os vizinhos de que eu não estava mentindo quando mencionei isso. Eu tenho outro desses também em uma das minhas pernas, o que me deu tanta dor, quanto um toque no leque da Srta. O último e maior infortúnio de todos recaiu sobre a parte do meu pobre casaco velho, pois uma bala de mosquete entrou na saia direita dele e fez três furos. Eu quase esqueci de dizer que meu pontão foi baleado um pouco abaixo da minha mão; isso o desativou, mas um francês agora cumpre o dever em seu quarto. As consequências desse caso são muito grandes, descobrimos pelos jornais, que o mundo começou a desistir de nós e os franceses nos engoliram em suas imaginações. Nós os perseguimos agora por mais de 100 milhas com os exércitos avançados do príncipe hereditário, Wanganheim, e Urff em nossa frente, de cujo sucesso em fazer prisioneiros e bagagens e receber desertores, Francis Joy lhe dará um relato melhor do que eu posso no momento. Eles agora estão se entrincheirando em Cassel, e você pode confiar que eles não nos mostrarão seus rostos novamente durante esta campanha.
Tenho o prazer de poder dizer que o capitão Rainey está bem; ele está atualmente adiantado com os granadeiros saqueando a bagagem francesa e fazendo prisioneiros. Eu me arriscaria a dar-lhe quarenta ducados por sua parte do prêmio em dinheiro.
Agora, ao contrário de minhas expectativas e, apesar de muitas interrupções, escrevi-lhe uma longa carta, este papel que carreguei esta semana passada no bolso para esse fim, mas não pude tentar antes. Marchamos para este acampamento ontem à noite e vamos deixá-lo de manhã cedo. Escrevi-lhe uma nota informando que estava bem no dia seguinte à batalha; Espero que você o receba no devido tempo. Tenha o prazer de dar meu dever mais afetuoso aos meus tios e tias...

O barulho da batalha assustou a esposa de nosso sutler e entrou em trabalho de parto na manhã seguinte. Ela foi levada para a cama de um filho, e nós o batizamos com o nome de Ferdinand. 

## Consequências
O exército do príncipe Fernando sofreu quase 2 800 homens mortos e feridos; os franceses perderam cerca de 7 000 homens. Na esteira da batalha, os franceses recuaram para o sul, para Kassel. A derrota encerrou a ameaça francesa a Hanôver pelo restante daquele ano.
O comandante da cavalaria de Ferdinand, o tenente-general Lord George Sackville, foi acusado de ignorar repetidas ordens para trazer seus soldados e atacar o inimigo até que fosse tarde demais para fazer qualquer diferença. Para limpar seu nome, ele solicitou uma corte marcial, mas as evidências contra ele eram substanciais e a corte marcial o declarou "... impróprio para servir Sua Majestade em qualquer capacidade militar. Sackville mais tarde reapareceria como Lord George Germain e carregaria a maior parte da culpa pelo resultado da Revolução Americana enquanto Secretário de Estado das Colônias.
Na Grã-Bretanha, o resultado em Minden foi amplamente celebrado e foi visto como parte do Annus Mirabilis da Grã-Bretanha de 1759, também conhecido como o "Ano das Vitórias", embora tenha havido algumas críticas a Fernando por não acompanhar sua vitória de forma mais agressiva. Quando Jorge II da Grã-Bretanha soube da vitória, ele concedeu a Fernando £ 20 000 e a Ordem da Jarreteira.  Minden aumentou ainda mais o apoio britânico à guerra no continente e, no ano seguinte, um "reforço glorioso" foi enviado, aumentando o tamanho do contingente britânico no exército de Fernando.
Na França, a reação ao resultado foi severa. O Duque de Choiseul, o ministro-chefe francês, escreveu: "Coro quando falo de nosso exército. Simplesmente não consigo colocar na minha cabeça, muito menos no meu coração, que um bando de hanoverianos possa derrotar o exército do Rei". Para descobrir como a derrota havia ocorrido e estabelecer a condição geral do exército, o marechal d'Estrées foi enviado em uma turnê de inspeção. O marechal de Contades foi posteriormente dispensado de seu comando e substituído pelo duque de Broglie.
Michel Louis Christophe Roch Gilbert Paulette du Motier, Marquês de La Fayette e coronel aux Grenadiers de France, foi morto ao ser atingido por uma bala de canhão nesta batalha.  O filho de La Fayette, Gilbert du Motier, marquês de Lafayette, não tinha nem dois anos na época. Jean Thurel, o fuzileiro francês de 59 anos, ficou gravemente ferido, recebendo sete golpes de espada, seis deles na cabeça.